# Craugastor omoaensis
Craugastor omoaensis är en groddjursart som först beskrevs av James R. McCranie och Wilson 1997.  Craugastor omoaensis ingår i släktet Craugastor och familjen Craugastoridae. IUCN kategoriserar arten globalt som akut hotad. Inga underarter finns listade i Catalogue of Life.